# 特里敦 (路易斯安那州)
特里敦（英語：Terrytown）是位於美國路易斯安那州傑佛遜堂區的一個普查規定居民點。

## 人口
根據2020年美國人口普查的數據，特里敦的面積為9.57平方千米，當中陸地面積為9.49平方千米，而水域面積為0.08平方千米。當地共有人口25278人，而人口密度為每平方千米2,641.38人。